# Medicina intensiva
La medicina intensiva és una especialitat mèdica que es dedica a subministrar suport vital o suport als sistemes orgànics en aquells pacients que són malalts crítics. Aquests pacients normalment també requereixen monitoratge intensiu.
Els malalts crítics, en general també necessiten suport per la inestabilitat hemodinàmica (hipotensió arterial), pel conducte aeri o pel compromís respiratori i/o pel fracàs renal, i tot sovint pels tres. Els pacients admesos a les unitats de cures intensives (UCI), també anomenades unitats de vigilància intensiva (UVI), que no requereixen suport per l'anterior, generalment són admesos per tal de dur a terme el monitoratge intensiu/invasor habitual després de la cirurgia major.
Les cures intensives generalment només s'oferixen als pacients la condició dels quals sigui potencialment reversible i que tinguin possibilitat de sobreviure amb l'ajuda de la vigilància intensiva. Ja que els malalts crítics són propers a la mort, el resultat d'aquesta intervenció és difícil de predir. En conseqüència, moren encara molts pacients en la unitat de cures intensives. Un requisit previ a l'admissió en una unitat de vigilància intensiva és que la condició subjacent pugui ser superada. Per tant, el tractament intensiu només s'utilitza per a guanyar temps amb la finalitat de què l'aflicció aguda pugui ser resolta.
Alguns estudis mèdics suggereixen una relació entre el volum de la unitat de cures intensives (UCI) i la qualitat de la cura del malalt crític ventilat mecànicament. Després d'ajustar els factors: severitat de la malaltia, variables demogràfiques, i característiques de les UCIs (incloent-hi personal intensivista), un volum de l'UCI més gran va anar perceptiblement associat a índexs més baixos de mortalitat a l'UCI i a l'hospital.

## Sistemes orgànics
La medicina intensiva sol utilitzar una aproximació al tractament de sistema a sistema, abans que una aproximació de tipus SOAP (Subjectiu, Objectiu, Anàlisi, Pla) més propi dels tractaments d'alta dependència. Els nou sistemes orgànics clau (vegeu a sota) són considerats d'un a un sobre la base observació-intervenció-impressió per a produir un pla diari. A més dels nou sistemes clau, el tractament de cures intensives també inclou altres àmbits d'intervenció com la salut psicològica, punts de pressió, mobilització i fisioteràpia, i infeccions secundàries.
Els nou sistemes clau en medicina intensiva són: el sistema cardiovascular, el sistema nerviós central, el sistema endocrí, el tracte gastrointestinal (i la condició nutricional), hematologia, microbiologia (incloent-hi l'estat sèptic), les perifèries (i la pell), renal (i metabòlic), sistema respiratori.
El subministrament de cures intensives s'administra generalment en una unitat especialitzada d'un centre hospitalari anomenada Unitat de Cures Intensives (UCI) o Unitat de Vigilància Intensiva (UVI). Molts hospitals han destinat àrees de vigilància intensiva per a certes especialitats mèdiques, tals com la Unitat de Cures Coronàries, la Unitat de Vigilància Intensiva Mèdica, la Unitat de Vigilància Intensiva Quirúrgica, la Unitat de Vigilància Intensiva Pediàtrica, Unitat de Vigilància Intensiva Neurològica, Unitat de Vigilància Intensiva Nounatal, Unitat de Recuperació Nocturna Intensiva, i altres unitats, segons el dictat de les necessitats i dels recursos disponibles de cada hospital. El nom no està rígidament estandarditzat. A principis de la dècada de 1960 no estava clar que fossin necessàries unitats de vigilància intensiva especialitzades. Els recursos de cures intensives eren traslladats a l'habitació del pacient que necessitava recursos i cures d'infermeria addicionals. Ràpidament es va evidenciar que un espai fix on estiguessin disponibles tant el material com el personal especialitzat en medicina intensiva, proporcionava una millor atenció al malalt crític que l'administració de vigilància intensiva ad hoc espargida per l'hospital.

## Equips i sistemes
L'equip comú en una unitat de cures intensives (UCI) inclou aparells de ventilació mecànica per a assistir a la respiració mitjançant un tub endotraqueal o una traqueotomia; equips de hemofiltració pel fracàs renal agut, equip de monitoratge; vies endovenoses per a infusions farmacològiques o per a nutrició parenteral total, tubs nasogàstrics, bombes de succió, drenatges i catèters; i una àmplia gamma de fàrmacs incloent inotròpics, sedants, antibiòtics d'ampli espectre i analgèsics.

## Metges i especialistes en cures intensives
Els metges que exerceixen en una unitat de vigilància intensiva, han estat històricament els mateixos metges que cuidaven del pacient abans de transferir-lo a la UCI. Aquest segueix sent el cas més comú. En alguns hospitals hi ha un grup especial de metges que exerceixen en la UCI, coneguts com a 'intensivistes', que s'està convertint en especialitat. Depenent de la política de cada hospital, el intensivista pot exercir com a cap mèdic de la unitat o com a metge consultor.
La gestió de pacients de cures intensives difereix significativament entre països. A Austràlia, on la Medicina intensiva és una especialitat ben establerta, les UCIs són descrites com 'tancades'. En una unitat tancada l'especialista en vigilància intensiva adquireix el paper de metge principal i el doctor primari del pacient actua com a metge consultor. Altres països tenen Unitats de Vigilància intensiva 'obertes', on el doctor primari tria admetre i pren les decisions. Hi ha una creixent evidència que les Unitats de Vigilància intensiva tancades ocupades per 'intensivistes' proporcionen millors resultats per als pacients.